# (5977) 1992 TH1
Az (5977) 1992 TH1 a Naprendszer kisbolygóövében található aszteroida. Holt, H. E. fedezte fel 1992. október 1-jén.